# پیتر نیومارک
پیتر نیومارک (به انگلیسی: Peter newmark) (۱۹۱۶–۲۰۱۱) استاد ترجمه دانشگاه ساری (به انگلیسی: University of Surrey) بود.

## زندگینامه
او یکی از چهره‌های شاخص در بنیان‌گذاری مطالعات ترجمه در دنیای زبان انگلیسی از سال ۱۹۸۰ به بعد می‌باشد. او همچنین در دنیای زبان اسپانیایی بسیار تأثیرگذار بود.
آثار نیومارک به راحتی قابل دسترسی و غالباً بحث‌برانگیز هم بوده‌اند و در سطح گسترده‌ای مورد مطالعه قرار گرفته‌اند. نام این آثار همچون خود او سرراست و بی‌پرده است که از آن جمله‌اند:
- A Textbook of Translation (1988)
- Paragraphs on Translation (1989)
- About Translation (1991)
- More Paragraphs on Translation (1998)

او در تأسیس و توسعه مرکز مطالعات ترجمه در ساری (Surrey) حضوری مهم داشت. وی مدیر مسئول هیئت روزنامه ترجمه تخصصی بود. او همچنین دوماهانه «حالا ترجمه» را برای "The Linguist" می‌نوشت و عضو هیئت رییسه مؤسسه زبانشناسی (به انگلیسی: Institute of Linguists) بود.